# 1996년 하계 올림픽 야구
제26회 하계 올림픽 야구경기는 1996년 7월 20부터 8월 2일까지 미국 애틀랜타에서 열렸다.

## 최종 결과
| 순위   | 팀             |
| ------ | -------------- |
| Gold   | 쿠바           |
| Silver | 일본           |
| Bronze | 미국           |
| 4.     | 니카라과       |
| 5.     | 네덜란드       |
| 6.     | 이탈리아       |
| 7.     | 오스트레일리아 |
| 8.     | 대한민국       |